# Іречеково
І́речеково (болг. Иречеково) — село в Ямбольській області Болгарії. Входить до складу общини Стралджа.

## Населення
За даними перепису населення 2011 року у селі проживали 455 осіб.
Національний склад населення села:
| Національність   | Кількість осіб | Відсоток |
| ---------------- | -------------- | -------- |
| болгари          | 371            | 81,5%    |
| цигани           | 83             | 18,2%    |
| турки            | 0              | 0%       |
| Всього відповіли | 455            |          |

Розподіл населення за віком у 2011 році:
Динаміка населення: